# عزيز عبد المسيح
عزيز عبد المسيح هو لاعب كرة سلة لبناني محترف في نادي الحكمة الرياضي في دوري كرة السلة اللبناني، والمنتخب اللبناني لكرة السلة.

## حياته
ولد عزيز عبد المسيح في 22 تموز (يوليو) 1996 في بيروت، لبنان. بدأ لعب كرة السلة في سن مبكرة. وتخرج من الجامعة اللبنانية الأمريكية في عام 2020 في الهندسة المدنية. وخلال دراسته في الجامعة كان قائد فريق كرة السلة في الجامعة اللبنانية الأميركية.